# Gonzalo Téllez
Gonzalo Téllez (m. ca. 915) fue un noble castellano, conde de Lantarón y Cerezo (ca. 897-ca. 915) y también mencionado como conde de Castilla en un documento de 903. Él y su esposa fueron los fundadores del monasterio de San Pedro de Arlanza.

## Tenencias de Álava, Cerezo y Lantarón
La primera mención de un conde privativo de Álava no fue hasta 882 cuando aparece Vela Jiménez al frente de esta tenencia que posiblemente también fuera gobernada anteriormente, hasta 885, por el conde Rodrigo.
Debido a las implacables incursiones de los ejércitos andalusíes desde finales del siglo VIII contra al-Qilà y tierras alavesas, que se intensificaron en las primeras décadas del siglo ix, fue necesario construir varias fortificaciones defensivas, entre ellas, Lantarón, Cerezo y Astúlez.
El rey Alfonso III de Asturias reorganizó hacia el final de su reinado estas tierras orientales y las dividió en condados colocando al frente de cada uno condes de su confianza. Uno de ellos fue Gonzalo Téllez a quien el rey le encomendó el gobierno de Cerezo así como el de Lantarón en la frontera más oriental del reino. Lantarón era especialmente importante debido a su ubicación estratégica desde donde el conde podía controlar el acceso al valle del Omecillo y la cuenca de Miranda.
Aprovechando que en 912 había muerto el emir Abd Allah y que su sucesor Abd al-Rahman III se dedicaba a acabar con los innumerables focos de rebelión, el rey García I de León acudió a su frontera oriental, a los dominios de Gonzalo Téllez, en 913. Desde ahí avanzó por La Rioja conquistando Nájera y Calahorra y sitiando Arnedo, que resistió. Sin embargo, las tropas leonesas se retiraron, quizás por una grave enfermedad de García.
Aparte de Vela Jiménez y Gonzalo Téllez, y hasta 932 cuando el conde Fernán González asumió la tenencia de Álava, hubo otros tres condes que gobernaron estas tierras: Munio Vélaz, Fernando Díaz y Álvaro Herraméliz. Ninguno de ellos fue conde en Castilla o en Burgos.

## Biografía

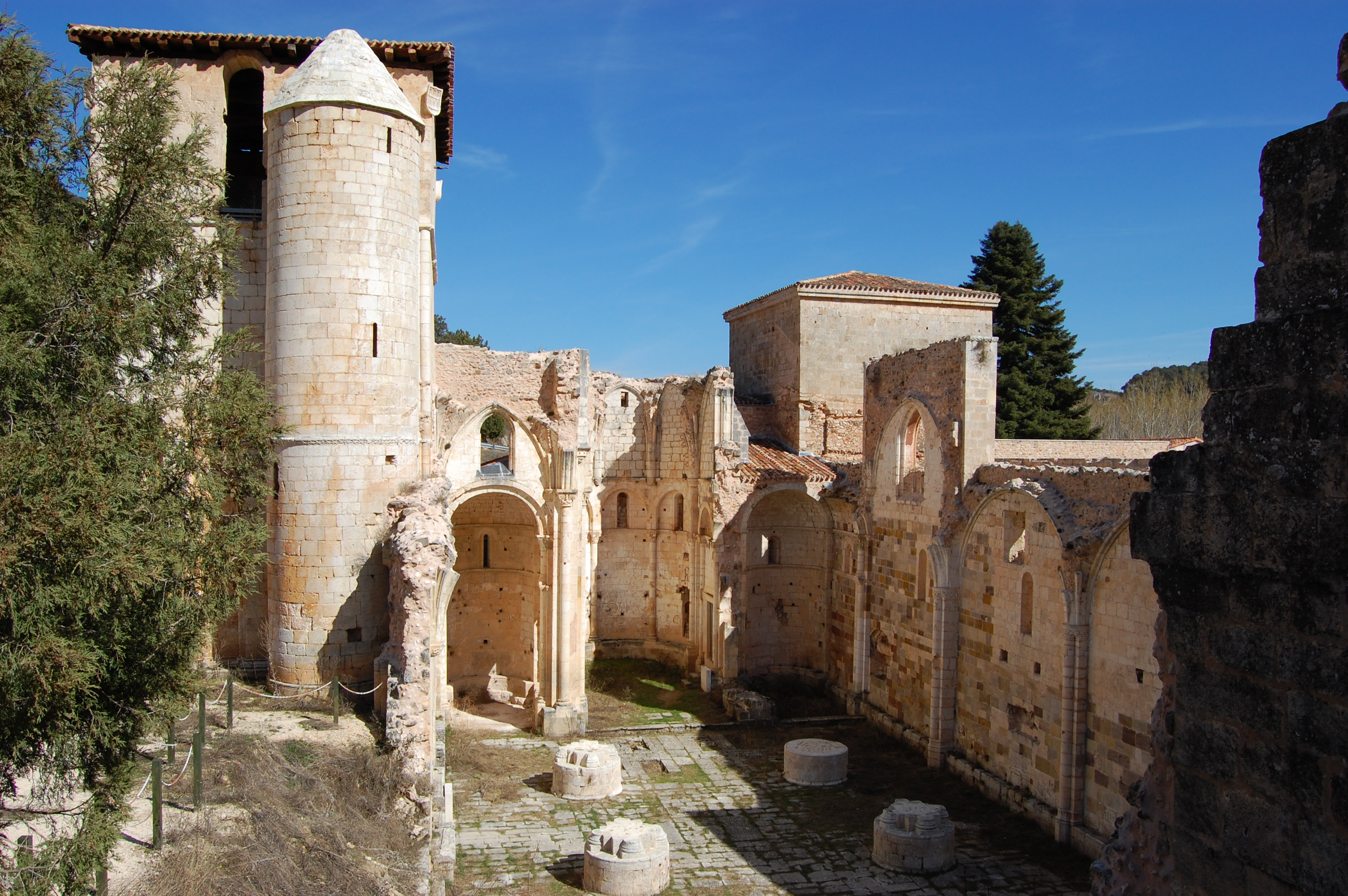
Ruinas del Monasterio de San Pedro de Arlanza fundado por el conde Gonzalo Téllez y su esposa Flámula

Los bienes patrimoniales del Gonzalo Téllez se ubicaban la zona de Pedernales, un despoblado incorporado al actual municipio de Villagonzalo Pedernales que lleva su nombre, y en el valle del río Omecillos, entre Tobillas y San Zadornil.
Su nombre aparece por primera vez en un diploma del 18 de noviembre 897 (desaparecido pero citado por Gregorio de Argaiz), que menciona que en ese año reinaba Alfonso III en Oviedo y el conde Gonzalo Téllez en Cerezo y Lantarón. Los dominios del conde abarcaban desde el río Nervión hasta la sierra de la Demanda con las fortificaciones de Lantarón, Pancorbo y Cerezo. Desde ahí podía asegurar la frontera oriental contra las aceifas sobre todo del clan muladí de los Banu Qasi.

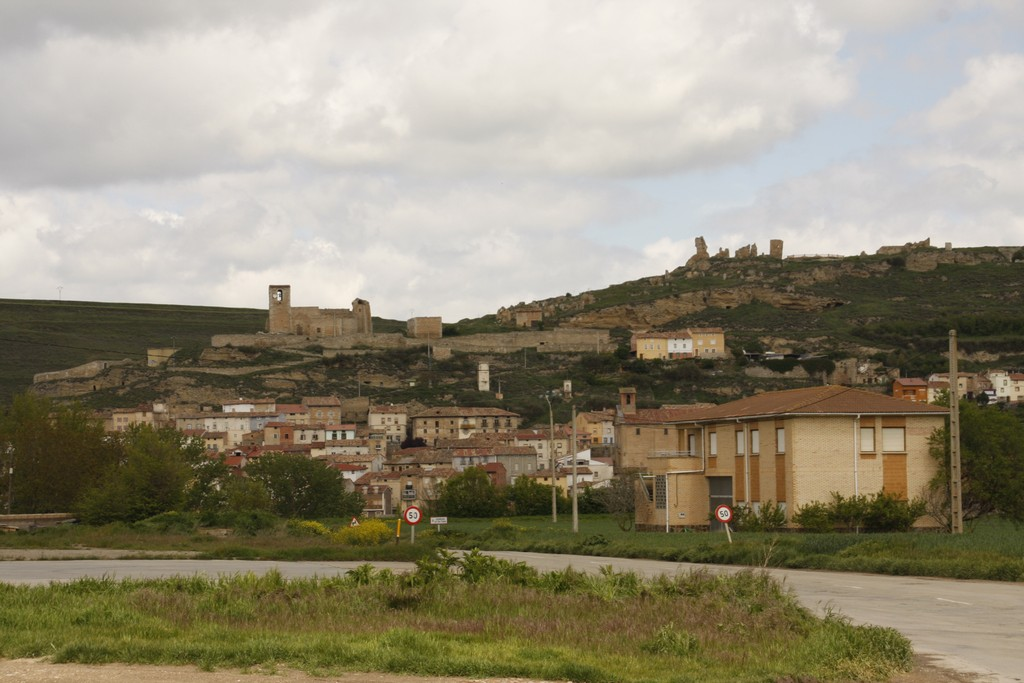
Vista de Cerezo de Río Tirón, una de las mandaciones gobernadas por el conde Gonzalo Téllez

El 24 de septiembre de 902, con su esposa Flámula, también llamada Lambra en otros documentos, realizó la primera donación al monasterio de San Pedro de Cardeña que consistía de una serna en Pedernales. Un año más tarde, el 1 de septiembre de 903, aparece Gondesalbo Telluz in Castella, la única vez que consta como conde también en Castilla.
En 912 Gonzalo Téllez fue uno de los tres condes castellanos a los que el rey García de León encomendó la repoblación de la línea del Duero. Munio Núñez repobló Roa, Gonzalo Fernández se encargó de repoblar Burgos, Clunia y San Esteban de Gormaz, y el conde Gonzalo Téllez Osma.
Su nombre aparece junto al de su mujer, Flámula, en la fundación del monasterio de San Pedro de Arlanza en un documento del 12 de enero de 912 en el cual también figura la madre del conde Fernán González, Muniadona, con su hijo Ramiro. Aunque fray Justo Pérez de Urbel sugirió que Muniadona y Flámula eran hermanas, el historiador Gonzalo Martínez Díez opina que no existe fundamento ya que los dos diplomas en que se basa esa suposición son «claramente apócrifos y no nos ofrecen la menor garantía para fundar en ellos ni siquiera una hipótesis.» Aunque la fundación del monasterio de San Pedro de Arlanza es atribuida al conde Fernán González, el fundador fue el conde Gonzalo Téllez. El 25 de octubre de 913, Gonzalo y Flámula donaron al abad del monasterio de San Jorge, San Juan y San Martín, la iglesia del monasterio con todos sus términos. En este documento aparece como conde en Cerezo.
Su última mención en la documentación medieval fue el 25 de febrero de 915 cuando donó al monasterio de Cardeña el lugar de Cótar. Probablemente murió entre esa fecha y 919 ya que en mayo de este último año el conde en Álava era Munio Vélaz. No existe constancia documental sobre una posible descendencia. Flámula sobrevivió al conde Gonzalo y el 24 de noviembre de 929 donó al monasterio de Cardeña la villa de Pedernales por el alma de su difunto esposo.
| Predecesor: Munio Núñez  | Conde de Castilla c.901 - c.904        | Sucesor: Munio Núñez   |
| Predecesor: Nuevo título | Conde de Lantarón y Cerezo c.897 - 913 | Sucesor: Fernando Díaz |